# Sant Aniol de Finestres

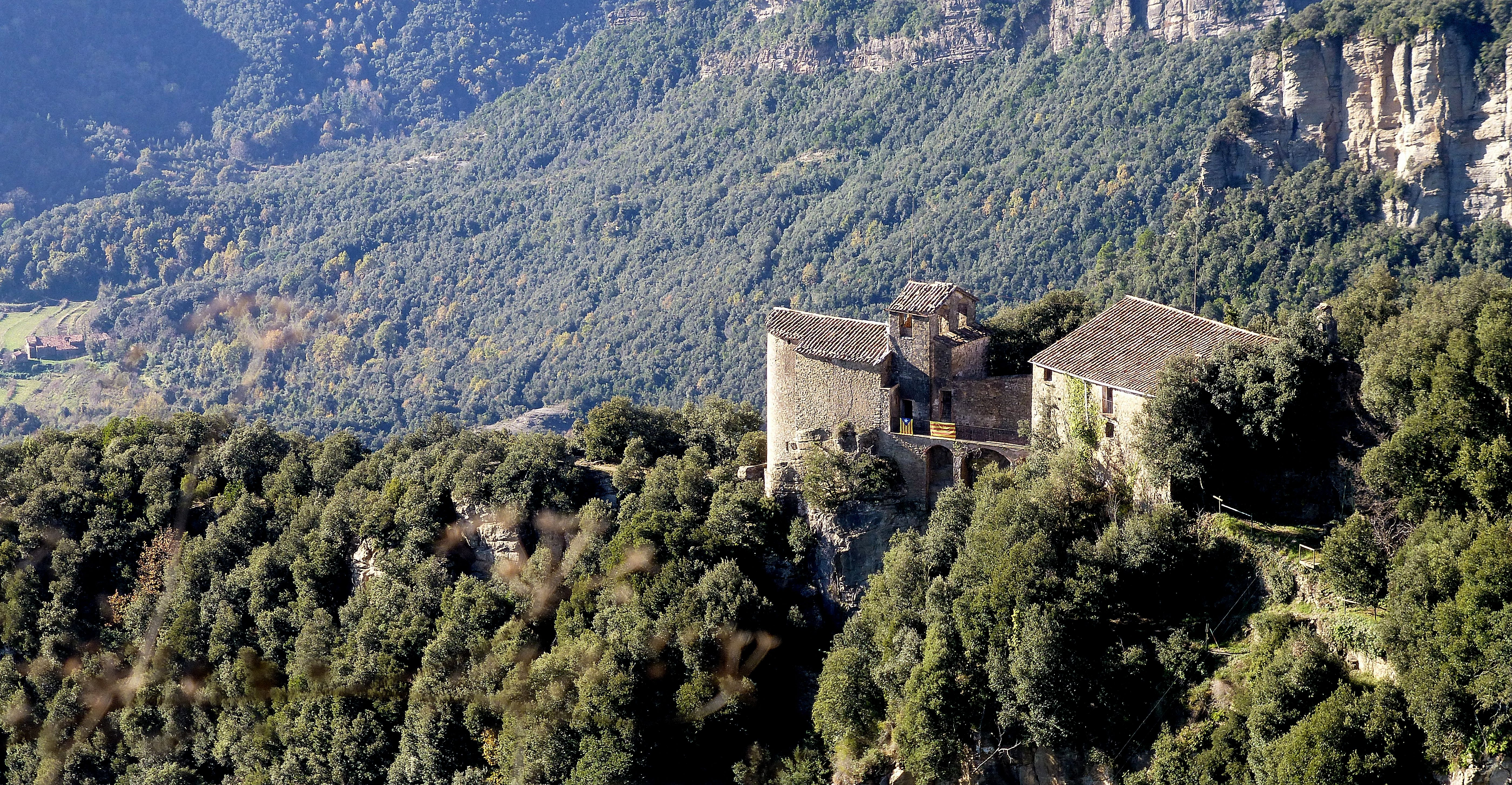
Kasteel van Finestres in Sant Aniol de Finestres

Sant Aniol de Finestres is een gemeente in de Spaanse provincie Girona in de regio Catalonië met een oppervlakte van 48 km². Sant Aniol de Finestres telt 371 inwoners (1 januari 2016).

## Demografische ontwikkeling
Bron: INE, 1857-2011: volkstellingen
Opm.: In 1857 werden de gemeenten La Barrocá en Sant Esteve de Llémena aangehecht